# Денхи
Денхи (на украински: Деньги) е село в Централна Украйна, част от Золотоношки район на Черкаска област. Населението му е около 1 330 души.
Разположено е на 91 m надморска височина в Днепърската низина, на 8 km североизточно от брега на Кременчугското водохранилище и на 150 km югоизточно от Киев. Споменава се за пръв път през втората четвърт на XVII век, когато е казашко селище.